# Eider
L'Eider (in tedesco; in danese: Ejderen; in latino: Egdor o egdore) è il fiume più lungo dello Stato tedesco Schleswig-Holstein. Il fiume sorge a sud di Kiel, vicino alle coste del Mar Baltico e scorre verso ovest, sfociando nel Mare del Nord. La parte mediana dell'Eider fa parte del Canale di Kiel.
Il fiume Eider è considerato il confine della penisola dello Jutland e il resto del continente europeo.

## Storia
Dopo la caduta dell'Impero romano d'Occidente (476), le notizie riguardo all'Eider andarono in gran parte perdute, ma dal 600, i pagani Juti, gli Angli e i Sassoni, provenienti tutti dall'odierno Schleswig-Holstein, stabilirono regni in Inghilterra. La terra d'origine degli Juti era situata nell'attuale Danimarca, a nord dell'Eider, e probabilmente presso lo Schleswig, anche se questo territorio, insieme all'Holstein erano la terra natia degli Angli, che diedero in seguito il nome all'Inghilterra. I Sassoni appoggiavano gli Angli, e si pensa che le tre popolazioni fossero strettamente collegate. Nei primi anni del Medioevo, l'Eider rappresentò il confine tra i Sassoni e i Danesi, secondo quanto riportato da Adamo di Brema nel 1076. Per secoli divise la Danimarca dal Sacro Romano Impero.
Oggi il fiume rappresenta il confine tra Schleswig e Holstein, rispettivamente a nord e a sud dell'Eider, nello Stato federale tedesco Schleswig-Holstein.

## Geografia

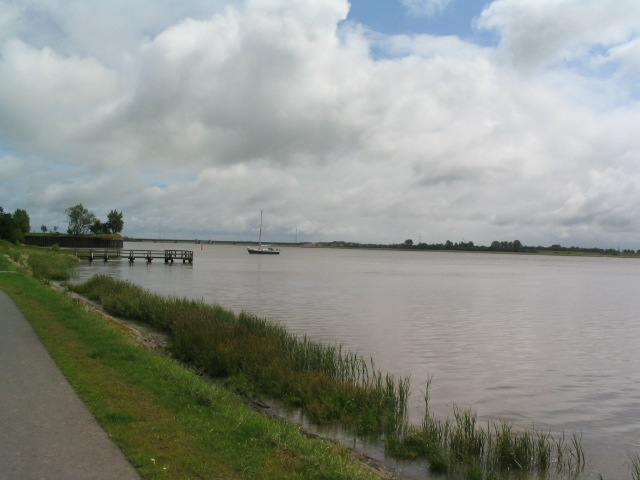
L'Eider vicino a Tønning

### Affluenti
- Sinistra orografica
  - Tielenau
  - Broklandsau
  - Süderau
- Destra orografica
  - Treene
  - Sorge

### Comuni principali attraversati
- Kiel
- Rendsburg
- Friedrichstadt
- Tönning